# Панамериканский чемпионат по триатлону 2014
Панамериканский чемпионат по триатлону 2014 года прошёл с 31 мая по 1 июня в Далласе, США. В рамках соревнований спортсмены разыграли 6 комплектов наград, причём победителей в категории до 23 лет определяли среди спортсменов, выступавших в элитной группе. Также результаты, показанные спортсменами, шли в зачёт олимпийского квалификационного рейтинга, по итогам которого весной 2016 года, будут определены 39 спортсменов, которые получат путёвки на летние Олимпийские игры в Рио-де-Жанейро.

## Медали

### Общий зачёт
(Жирным выделено самое большое количество медалей в своей категории; принимающая страна также выделена)
| Общее количество медалей |          |        |         |        |       |
| Место                    | Страна   | Золото | Серебро | Бронза | Всего |
| 1                        | Мексика  | 4      | 0       | 4      | 8     |
| 2                        | США      | 1      | 2       | 1      | 4     |
| 3                        | Бразилия | 1      | 1       | 0      | 2     |
| 4                        | Канада   | 0      | 2       | 0      | 2     |
| 5                        | Чили     | 0      | 1       | 0      | 1     |
| 6                        | Эквадор  | 0      | 0       | 1      | 1     |
| Всего                    | Всего    | 6      | 6       | 6      | 18    |

### Медалисты

#### Мужчины
| Этап      | Золото                    | Серебро                 | Бронза                        | Протокол                                                       |
| Мужчины   | Криханто Грасалес Мексика | Диого Склебин Бразилия  | Ирвинг Перес Мексика          | Протокол Архивная копия от 22 сентября 2015 на Wayback Machine |
| До 23 лет | Уильям Хаффман (5) США    | Фелипе Барраса (8) Чили | Рамон Матуте (16) Эквадор     | Протокол Архивная копия от 12 сентября 2015 на Wayback Machine |
| Юниоры    | Маноэль Мессиас Бразилия  | Джереми Брайанд Канада  | Эдуардо Исраэль Ламас Мексика | Протокол Архивная копия от 30 октября 2015 на Wayback Machine  |

* в скобках указано место, которое спортсмен занял по итогам взрослой гонки

#### Женщины
| Этап      | Золото                       | Серебро                  | Бронза                              | Протокол                                                       |
| Женщины   | Адриана Барраса Мексика      | Джессика Бродерик США    | Анаи Леон Мексика                   | Протокол Архивная копия от 18 сентября 2015 на Wayback Machine |
| До 23 лет | Адриана Барраса (1)* Испания | Джоанна Браун (5) Канада | Сесилия Габриэлла Перес (6) Мексика | Протокол Архивная копия от 24 сентября 2015 на Wayback Machine |
| Юниорки   | Ванесса Де Ла Торре Мексика  | Стефани Дженкс США       | Тейлор Книбб США                    | Протокол Архивная копия от 26 октября 2015 на Wayback Machine  |

* в скобках указано место, которое спортсменка заняла по итогам взрослой гонки